# Чаушли (вилает Истанбул)
Чаушли или Буюк чаушли (на турски: Büyükçavuşlu) е село в Източна Тракия - европейската част на Турция, околия Силиврия, вилает Истанбул.

## География
Селото е разположено на 97 km западно от град Истанбул и на 33 km от околийския център Силиврия.

## История
Чаушли присъства в статистиката на професор Любомир Милетич от 1912 г. като българско село, без по-подробна информация за жителите му.